# Dance Academy – Das Comeback
Dance Academy – Das Comeback (Originaltitel: Dance Academy: The Movie) ist ein australisch-deutscher Jugend-Tanzfilm aus dem Jahr 2017. Regie führt Jeffrey Walker, das Drehbuch schrieb Samantha Strauss. Der Film ist eine Koproduktion zwischen der Australian Children’s Television Foundation, Werner Film Productions sowie ZDF Enterprises. Der Film kam am 6. April 2017 in die australischen Kinos. Die deutsche Erstausstrahlung fand am 20. Oktober 2017 im KiKA statt.
Dieser Film ist eine Fortsetzung der Jugendserie Dance Academy – Tanz deinen Traum! (2010–2013) und erzählt die Geschichte von Tara Webster (dargestellt von Xenia Goodwin) nach der dritten Staffel weiter.

## Handlung
Die talentierte Ballettschülerin Tara Webster träumt von einem ganz großen Durchbruch, doch danach macht ein Unfall auf der Bühne ihren Plänen einen Strich durch die Rechnung. Auf einmal steht sie vor den Scherben einer Karriere, die noch nicht richtig angefangen hatte. Tara beginnt ein Studium an einer Universität, doch lässt sie ihr alter Traum nicht in Ruhe.
Schon kurz darauf beginnt sie wieder mit dem Training und versucht, einen begehrten Platz im australischen National-Ballett zu bekommen.

## Synchronisation
| Darsteller       | Rollenname                | Synchronsprecher  |
| ---------------- | ------------------------- | ----------------- |
| Xenia Goodwin    | Tara Webster              | Julia Casper      |
| Alicia Banit     | Katrina „Kat“ Karamakov   | Dorothee Sturz    |
| Dena Kaplan      | Abigail „Abi“ Armstrong   | Nadine Schreier   |
| Jordan Rodrigues | Christian Reed „Reedo“    | Leonhard Mahlich  |
| Thomas Lacey     | Benjamin „Ben“ Tickle     | Henning Nöhren    |
| Keiynan Lonsdale | Oliver „Ollie“ Lloyd      | Tobias Schmidt    |
| Nic Westaway     | Xavier                    | Jonas Minthe      |
| Tara Morice      | Miss Lucinda „Lucy“ Raine | Traudel Sperber   |
| Miranda Otto     | Madeline Moncur           | Susanne Sternberg |
| David E. Woodley | Marcus Kane               | Holger Mahlich    |

## Produktion
Der Film ist wie die Fernsehserie Dance Academy – Tanz deinen Traum! eine Koproduktion zwischen der Australian Children’s Television Foundation, Werner Film Productions sowie ZDF Enterprises und wurde mit Mitteln der staatlichen australischen Filmförderungsanstalt Screen Australia gefördert.
Regisseur Jeffrey Walker, Drehbuchautorin Samantha Strauss, Produzentin Joanna Werner, Kameramann Martin McGrath und Filmeditor Geoffrey Lamb waren bereits an der Serie beteiligt. Für die Musik war David Hirschfelder verantwortlich. Für die Rolle der Ballettmanagerin wurde Miranda Otto engagiert.
Die Dreharbeiten fanden vom 29. Mai bis zum 21. Juli 2016 statt.

## Ausstrahlung
In Australien kam der Film am 6. April 2017 in die Kinos. In Deutschland zeigte der KiKA den Film am 20. Oktober 2017. Außerdem hat das ZDF den Film als vierteilige Mini-Serie gezeigt.

### Mini-Serie
| Nr. | Titel               | Erstausstrahlung |
| --- | ------------------- | ---------------- |
| 1   | Neue Hoffnung       | 28. April 2018   |
| 2   | Stadt der Träume    | 5. Mai 2018      |
| 3   | Das geheime Projekt | 12. Mai 2018     |
| 4   | Was wirklich zählt  | 19. Mai 2018     |

## DVD
In deutscher Synchronisation ist der Film ausschließlich vom ZDF in Form der Mini-Serie veröffentlicht worden.